# Origênê
Origênê (/ˈɒrɪdʒən/; tiếng Hy Lạp cổ: Ὠριγένης, Ōrigénēs), hoặc Origenes Adamantius (Ὠριγένης Ἀδαμάντιος, Ōrigénēs Adamántios; 184/185 – 253/254), là một học giả thần học giai đoạn sơ khai của Kitô giáo. Ông sinh ra và sống nửa đầu sự nghiệp tại Alexandria. Ông là một nhà thần học với nhiều tác phẩm bằng tiếng Hy Lạp trong nhiều lĩnh vực của thần học, bao gồm phê bình văn bản, khoa chú giải và giải thích Kinh Thánh, thần học triết học, giảng thuyết, và linh đạo. Ông bị Công đồng Constantinopolis II sau này phản đối.
Không giống các giáo phụ khác, ông không được tuyên thánh do một số tư tưởng của ông đối nghịch với giáo huấn được cho là của các tông đồ, nhất là của Phaolô và Gioan. Tư tưởng của ông về sự tiền hiện hữu của linh hồn, sự hòa giải sau cùng của mọi thụ tạo, bao gồm cả ma quỷ, và sự thấp kém của Chúa Con so với Chúa Cha bị Kitô giáo chính thống bác bỏ.